# Б-1903
«Б-1903» (дат. Boldklubben 1903) — датский футбольный клуб из Копенгагена, выступающий в Датской Серии, четвёртом по силе дивизионе Дании.

## История
Клуб основан в 1903 году. Семикратный чемпион Дании — 1920, 1924, 1926, 1938, 1969, 1970, 1976. Шестикратный вице-чемпион — 1933, 1934, 1972, 1977, 1989, 1992. Семикратный бронзовый призёр — 1930, 1941, 1963, 1965, 1974, 1979, 1982. Двукратный обладатель Кубка Дании — 1979, 1986. Лучшего результата в еврокубках клуб добился в сезоне 1991-92 в Кубке УЕФА, где дошёл до 1/4 финала, где уступил итальянскому «Торино» по сумме двух матчей (0-2 и 0-1). В настоящий момент является частью футбольного клуба «Копенгаген». Домашние матчи команда проводит на стадионе «Гентофте», вмещающем 15 000 зрителей.

## Выступления клуба в еврокубках
- 1Р = первый раунд
- 2Р = второй раунд
- 1/8 = 1/8 финала
- 1/4 = четвертьфинал

| Сезон   | Турнир          | Раунд | Страна                    | Клуб                | Счёт     |
| ------- | --------------- | ----- | ------------------------- | ------------------- | -------- |
| 1965/66 | Кубок Ярмарок   | 2Р    | Флаг Шотландии            | Данфермлин          | 0:5, 2:4 |
| 1970/71 | Кубок чемпионов | 1Р    | Флаг Чехословакии         | Слован (Братислава) | 1:2, 2:2 |
| 1971/72 | Кубок чемпионов | 1Р    | Флаг Шотландии            | Селтик              | 2:1, 0:3 |
| 1973/74 | Кубок УЕФА      | 1Р    | Флаг Швеции               | АИК                 | 2:1, 1:1 |
|         |                 | 2Р    | Флаг СССР                 | Динамо (Киев)       | 0:1, 1:2 |
| 1975/76 | Кубок УЕФА      | 1Р    | Флаг Германии             | Кёльн               | 0:2, 2:3 |
| 1977/78 | Кубок чемпионов | 1Р    | Флаг Турции               | Трабзонспор         | 0:1, 2:0 |
|         |                 | 1/8   | Флаг Португалии           | Бенфика             | 0:1, 0:1 |
| 1978/79 | Кубок УЕФА      | 1Р    | Флаг Финляндии            | КуПС                | 1:2, 4:4 |
| 1979/80 | Кубок кубков    | К     | Флаг Кипра (1960—2006)    | АПОЭЛ               | 6:0, 1:0 |
|         |                 | 1R    | Флаг Испании (1977—1981)  | Валенсия            | 2:2, 0:4 |
| 1983/84 | Кубок УЕФА      | 1Р    | Флаг Чехословакии         | Баник (Острава)     | 0:5, 1:1 |
| 1986/87 | Кубок кубков    | 1Р    | Флаг Болгарии (1971—1990) | Витоша (София)      | 1:0, 0:2 |
| 1991/92 | Кубок УЕФА      | 1Р    | Флаг Шотландии            | Абердин             | 1:0, 2:0 |
|         |                 | 2Р    | Флаг Германии             | Бавария             | 6:2, 0:1 |
|         |                 | 3Р    | Флаг Турции               | Трабзонспор         | 1:0, 1:1 |
|         |                 | 1/4   | Флаг Италии               | Торино              | 0:2, 0:1 |

## Достижения
- Чемпион Дании (7): 1919/20, 1923/24, 1925/26, 1937/38, 1969, 1970, 1976
- Серебряный призёр чемпионата Дании (6): 1932/33, 1933/34, 1972, 1977, 1989, 1991/92
- Бронзовый призёр чемпионата Дании (7): 1929/30, 1940/41, 1963, 1965, 1974, 1979, 1982
- Обладатель Кубка Дании (2): 1979, 1986
- Финалист Кубка Дании (2): 1982, 1992
- Обладатель Кубка Копенгагена (3): 1917, 1919, 1920